# Venturi Atlantique
Venturi Atlantique — французький спортивний автомобіль який випускався з 1991 року, по 2000 компанією Venturi Automobiles

## Atlantique 260
Оригінальний Atlantique 260 був

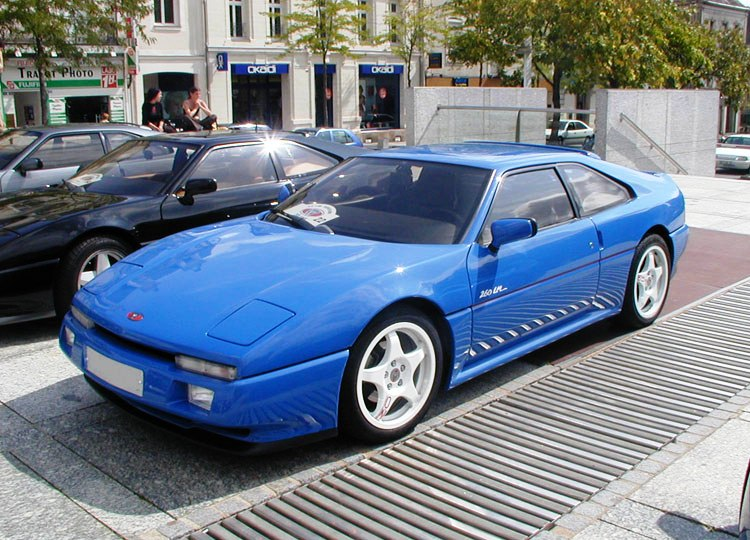
Venturi 260 LM 3.4

переглянутий варіант Venturi APC 260,
з перенесеним 2.8L двигун з турбонаддувом V6 з 260 к.с. (194 кВт;
264 к.с.), але з зменшеною вагою
1110 кг (2450 фунтів). Це було добре для максимальної швидкості 167 миль в годину (269 км/год) і розганятися від 0-60 миль на годину
(97 км / год) за 5,2 секунди.

## Atlantique 300

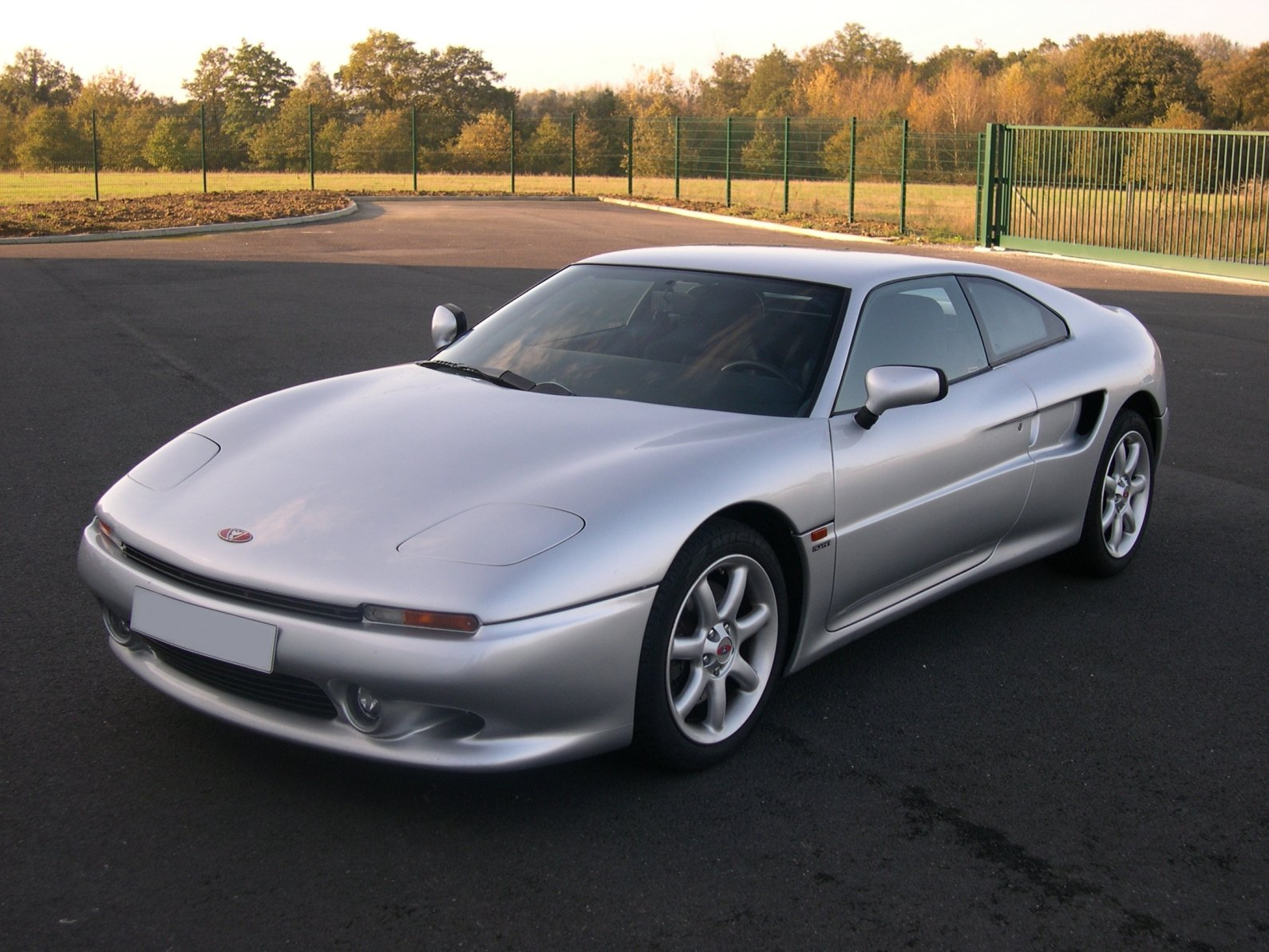
Venturi Atlantique 300

Шотландець Х'юберт О'ніл купив Вентурі в 1994 році і задумав Venturi 400GT, а також
переглянути Atlantique. Після чого розробив новий дизайн. Через шість місяців, новий Atlantique 300 був представлений на Паризькому автосалоні. Його новий 3.0 24V V6 двигун був знятий з інших моделей Peugeot та Citroen і мав 210 к.с. (157 кВт; 213 PS) в наддувній формі або 281 к.с. (210 кВт; 285 к.с.) з турбонаддувом.